# تراساچو
تراساچو (به ایتالیایی: Trasacco) یک کومونه در ایتالیا است که در استان لاکویلا واقع شده‌است.

## خصوصیات
تراساچو ۵۱٫۴۰ کیلومترمربع مساحت و ۶٬۱۳۰ نفر جمعیت دارد و ۶۸۵ متر بالاتر از سطح دریا واقع شده‌است.